# 东斯拉沃尼亚、巴兰尼亚和西斯雷姆

东斯拉沃尼亚、巴兰尼亚和西斯雷姆旗帜

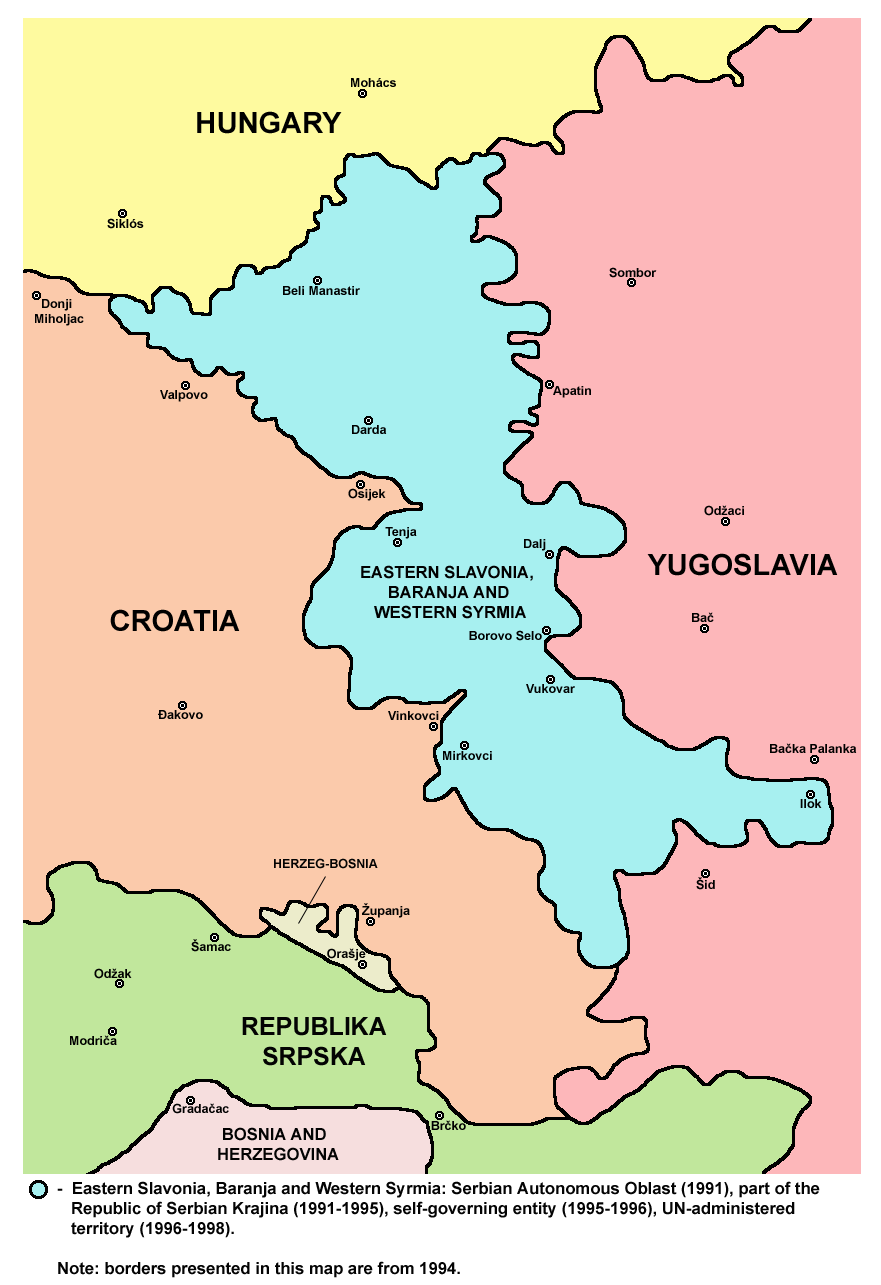
东斯拉沃尼亚、巴兰尼亚和西斯雷姆

东斯拉沃尼亚、巴兰尼亚和西斯雷姆（羅馬化：Istočna Slavonija, Baranja i Zapadni Srem），简称东斯拉沃尼亚（Источна Славонија，Istočna Slavonija；），是1995年—1998年存在于克罗地亚境内的塞尔维亚族政治实体，由塞尔维亚克拉伊纳共和国的残余领土构成。1998年1月15日，克罗地亚政府正式恢复对该地区的管治。